# 나콘나욕

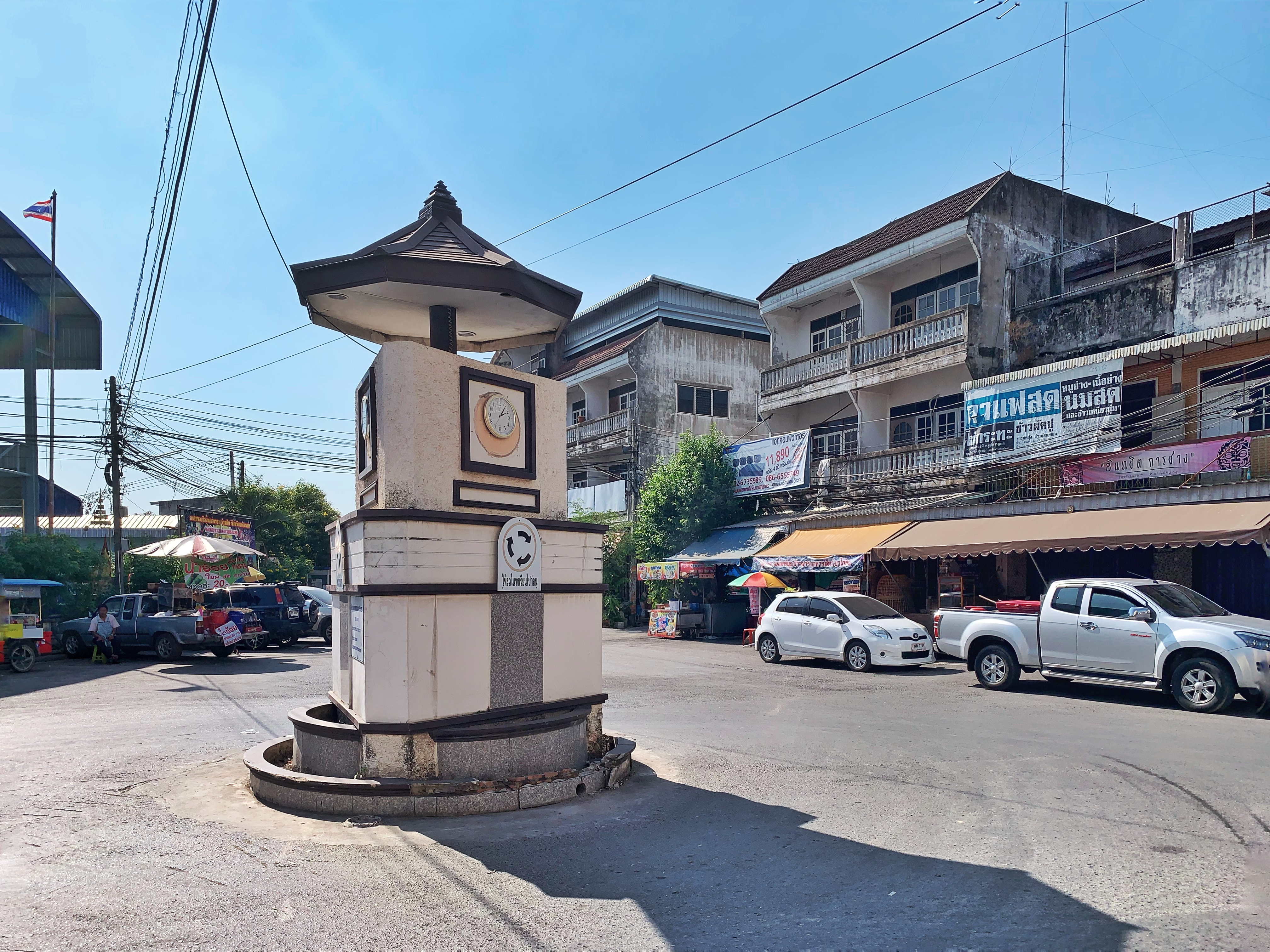
나콘나욕

나콘나욕(Nakhon Nayok)은 태국의 읍(테사반 므앙)이자 나콘나욕 주의 주도이다. 읍은 전체가 므앙나콘나욕 군의 일부이다. 2006년에 인구는 17,385명이었다.